# Richard Dallaire
Richard Dallaire est un romancier québécois.

## Biographie
Richard Dallaire travaille en intervention sociale.
Son premier roman « que l'on dit savoureux et inventif », Le marais : allégorie d'une existence partielle, parait, en 2009, aux Éditions Sémaphore,,.
En 2013, il publie Les peaux cassées chez Alto, un roman qui témoigne d'une « conscience sociale particulière [d']un regard qui étonne [d']un monde qui se régénère en se tournant vers les valeurs essentielles que sont l'amour et l'entraide »,,.
Finaliste du prix de la découverte littéraire chez Archambault (2009), Dallaire est récipiendaire du prix littéraire du Salon du livre du Saguenay-Lac-Saint-Jean (2009). En 2014, il est finaliste au prix littéraire du Salon du livre du Saguenay-Lac-Saint-Jean pour Les peaux cassées,.

## Œuvres

### Romans
- Le marais : allégorie d'une existence partielle, Montréal, Éditions Sémaphore, 2009, 151 p. (ISBN 978-2-923107-11-0)
- Les peaux cassées, Québec, Alto, 2013, 163 p. (ISBN 9782896941582)

## Prix et honneurs
- 2009 - Récipiendaire : Prix littéraires du Salon du livre du Saguenay-Lac-Saint-Jean (pour Le marais : allégorie d'une existence partielle)
- 2009 - Finaliste :  Prix de la découverte littéraire chez Archambault avec (pour Le marais : allégorie d'une existence partielle)[7]
- 2014 - Finaliste : Prix littéraires du Salon du livre du Saguenay-Lac-Saint-Jean (pour Les peaux cassées)[8]